# 늑대와 고양이들
"늑대와 고양이들"은 1972년에 개봉한 대한민국의 영화이다.

## 캐스팅
- 윤세희
- 여운계
- 송인숙
- 남미리
- 안인숙